# アンリ・ドケーヌ
アンリ・ドケーヌ（Henri Decaisne または Henri De Caisne 、1799年1月27日 - 1852年10月17日）は現在のベルギーで生まれ、フランスで活動した画家である。

## 略歴
ブリュッセルに生まれた。父親はフランスのアブヴィル出身で、母親はアントウェルペンの出身であった。弟に植物学者として知られることになる、ジョセフ・ドケーヌ(1807-1882）と医学者として知られることになるピエール・ドケーヌ(1809-1884)がいる。
1814年からブリュッセルの美術学校（後のブリュッセル王立美術アカデミー）で歴史画家のピエール・ジョセフ・セレスタン・フランソワ(1759-1851)に4年間、学んだ後、1818年にパリに出て、ジャック＝ルイ・ダヴィッドの推薦を受けて、ダヴィッドの弟子のアンヌ＝ルイ・ジロデ＝トリオゾンのスタジオで学んだ。その後、アントワーヌ＝ジャン・グロのスタジオでも学んだ。
1824年からサロン・ド・パリに出展を始め、1830年にはオランダを旅し、オランダの巨匠の作品を研究した。パリとブリュッセルを行き来し、1839年のブリュッセルの展覧会に 6×5mの大作、"La Belgique couronnant ses enfants illustres"を出展し、高く評価され、ブリュッセルの王立美術館に買い上げられた。1840年になってイタリアを旅した。
フランスのロマン主義の文学者、アルフレッド・ド・ミュッセやアルフォンス・ド・ラマルティーヌの友人となり、ウジェーヌ・ドラクロワやポール・ドラローシュといったロマン主義の画家とも交流した。
ベルギー政府からレオポルド勲章を受勲し、フランス政府からも1842年にレジオンドヌール勲章（シュヴァリエ）を受勲した。
歴史画や宗教画を描き、ベルギーにおけるロマン主義絵画の先駆けだとされている。

## 作品

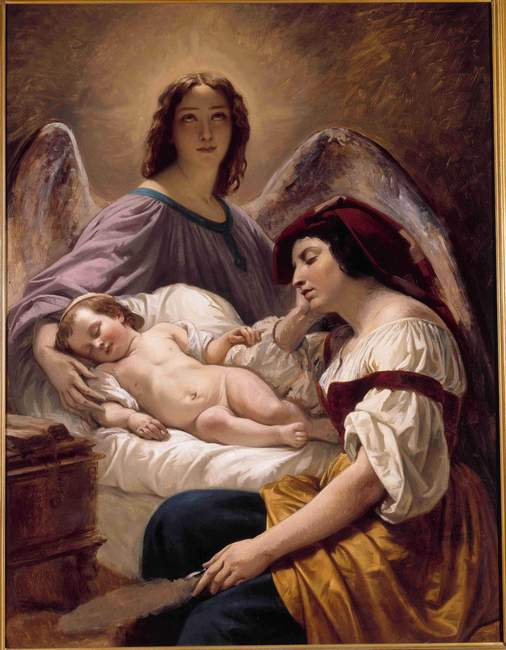
守護天使 (1836)
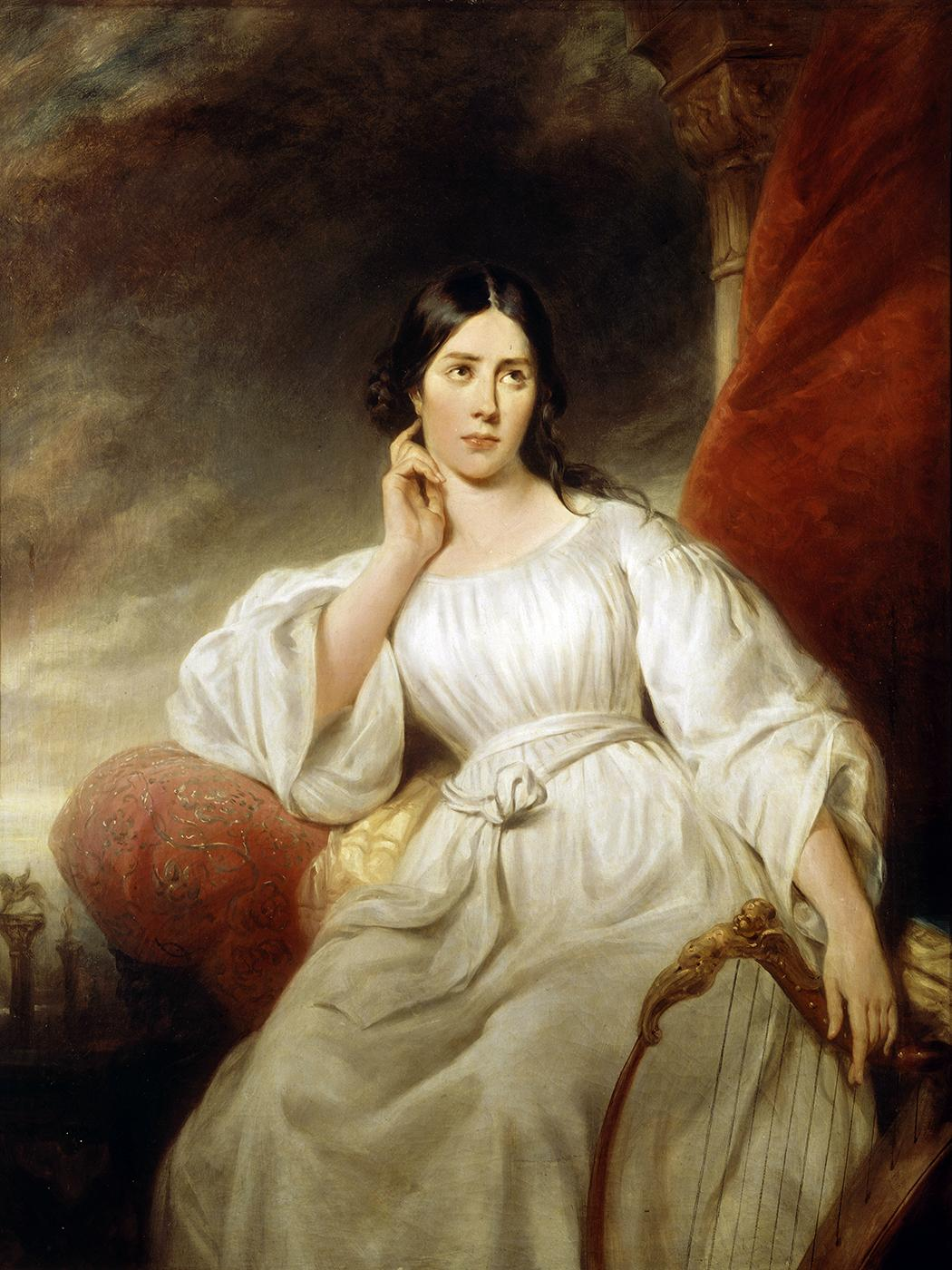
マリア・マリブラン-オペラ歌手 (1831)
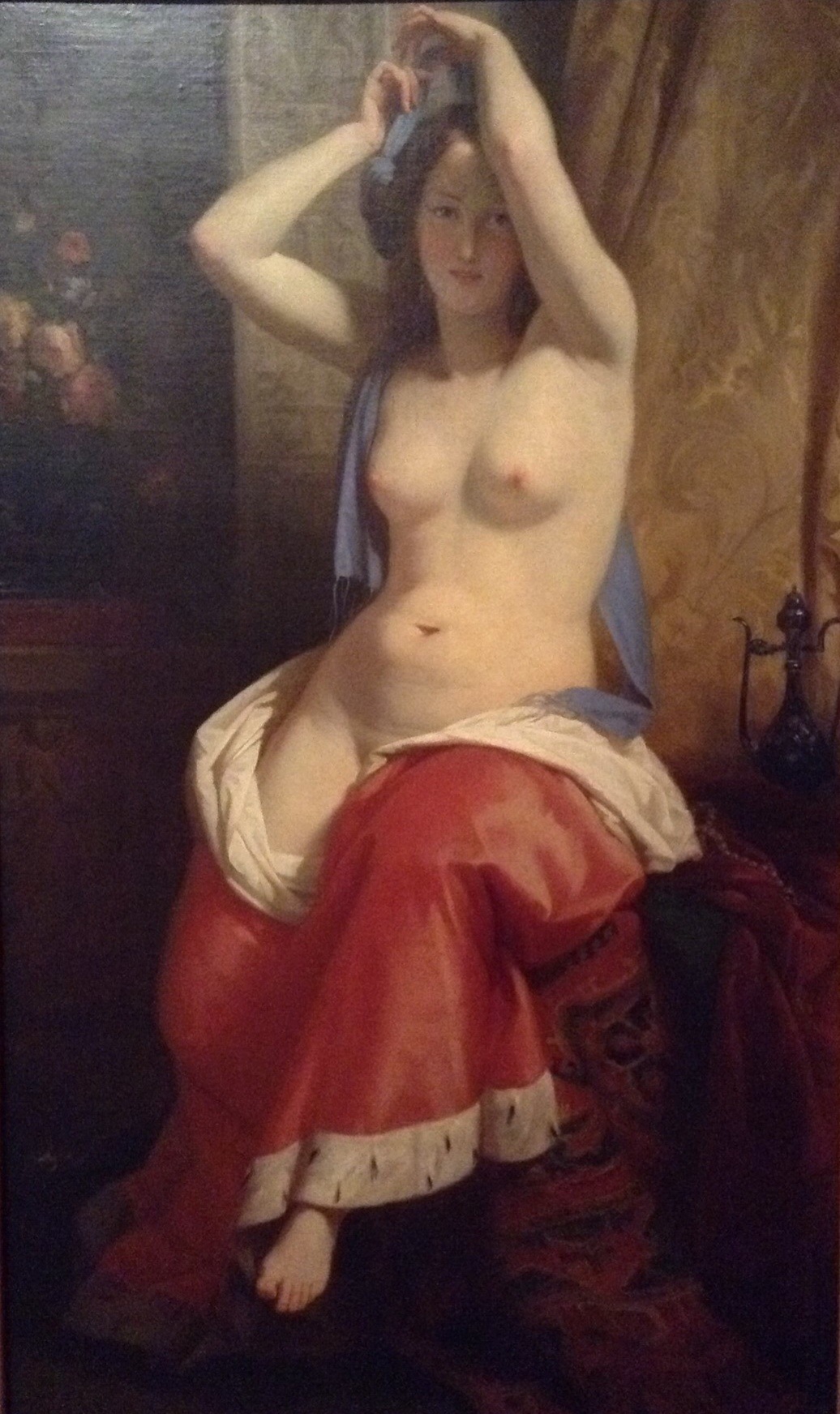
オダリスク (c.1840)
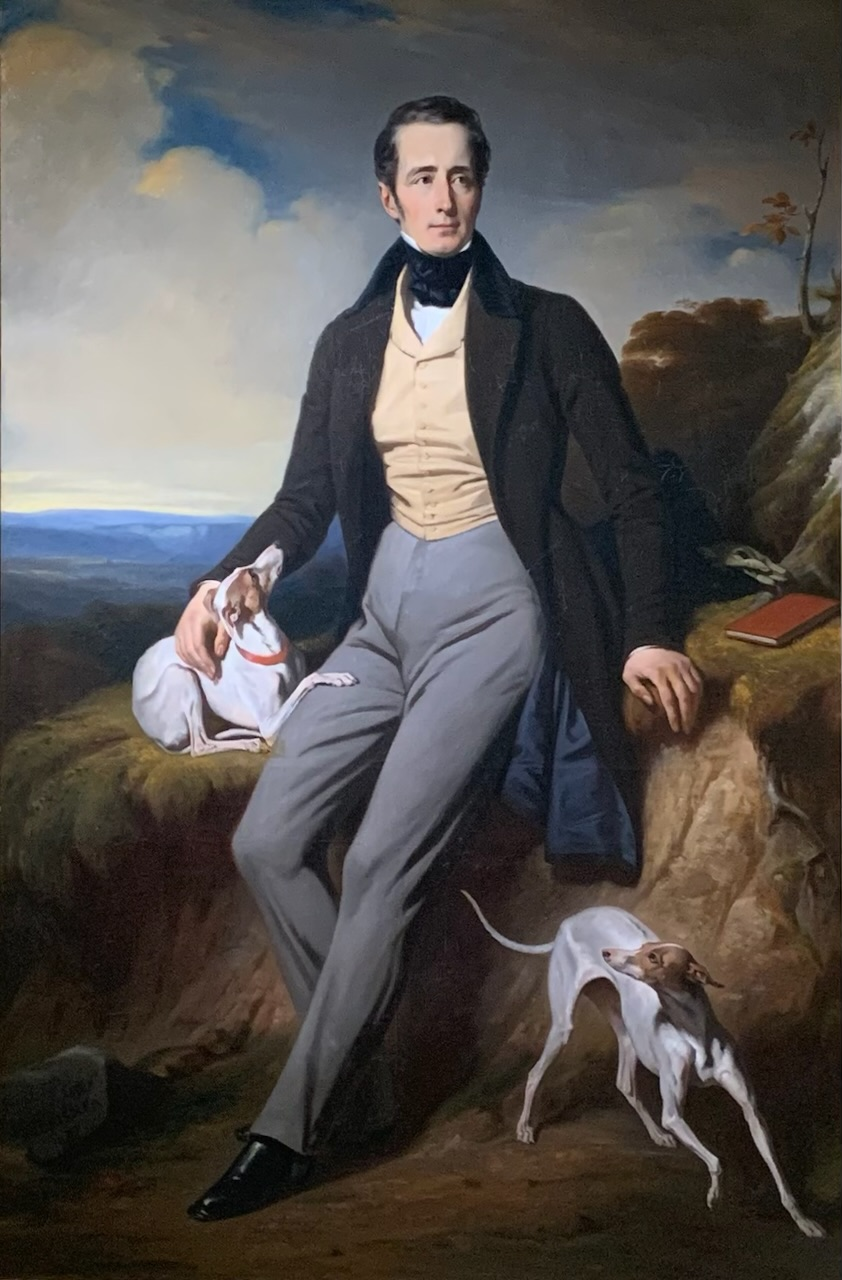
アルフォンス・ド・ラマルティーヌ (c.1840)

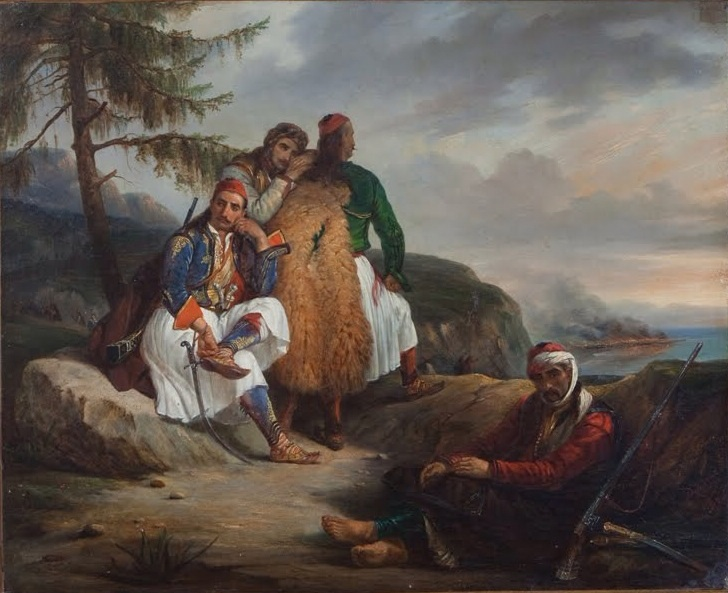
lost battle (c.1830)
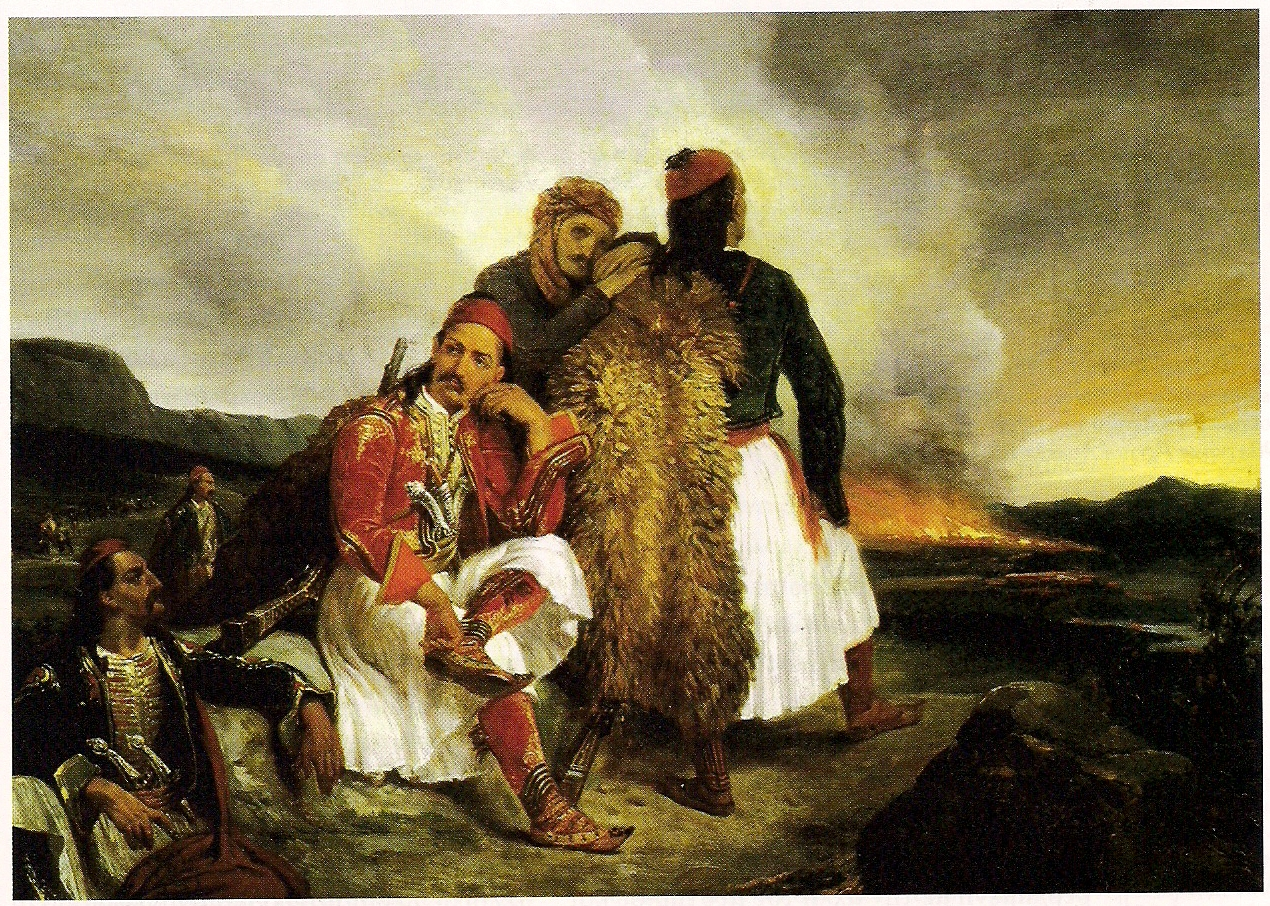
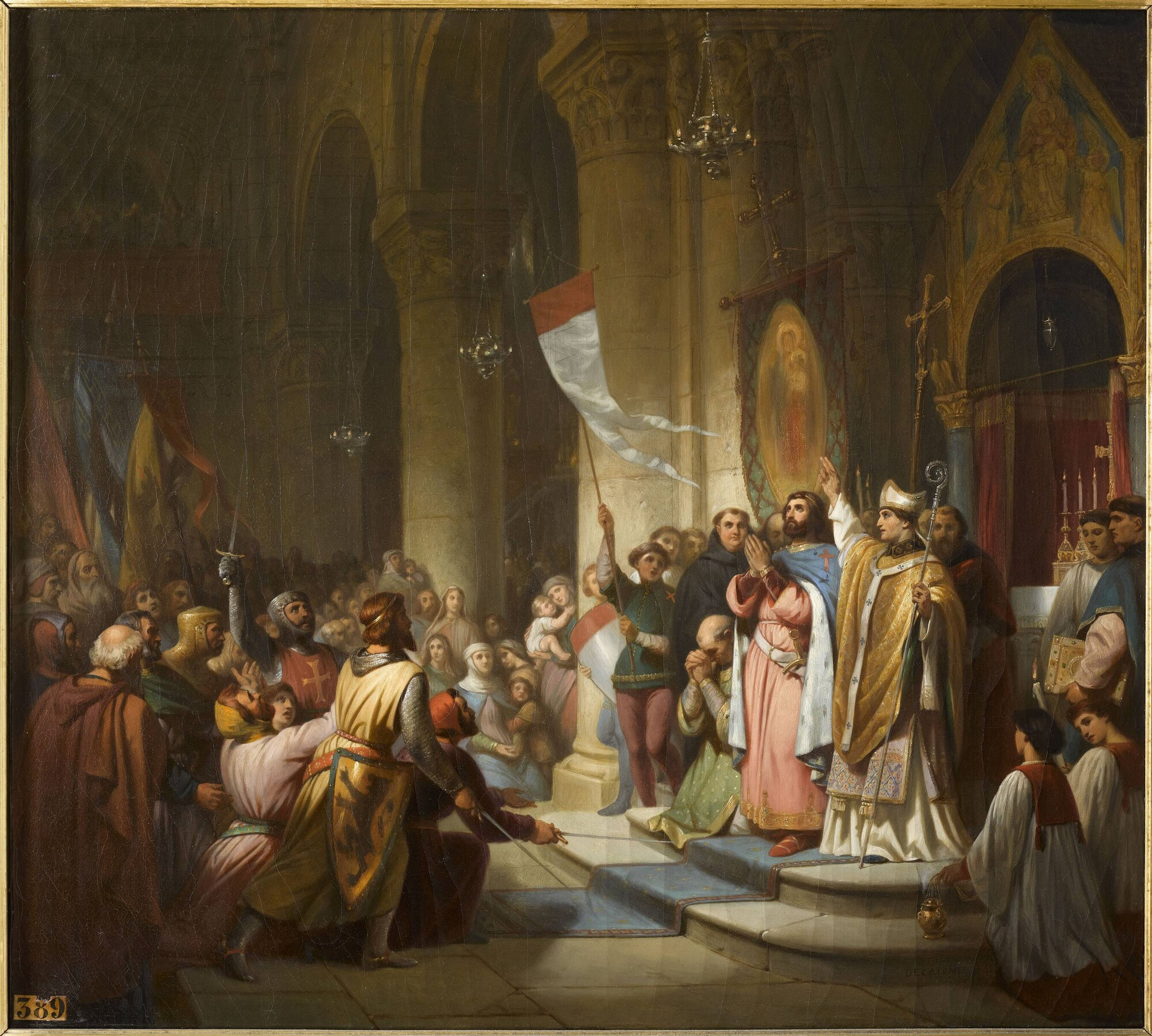
十字軍のリーダーに選ばれるボニファーチョ1世 (1840年代)